# إقليم فجيج
إقليم فجيج هو إقليم بجهة الشرق في المغرب، وهو يضم 325 138 نسمة، حسب الإحصاء العام للسكان والسكنى لسنة 2014.

## التقسيم الإداري
يتكون إقليم فجيج من جماعتين حضريتين، و11 جماعة قروية:
| الدوائر         | القيادات           | الجماعات             | عدد السكان (سنة 2014) |
| --------------- | ------------------ | -------------------- | --------------------- |
|                 |                    | بوعرفة (جماعة حضرية) | 846 28                |
|                 | فجيج (جماعة حضرية) | 872 10               |                       |
| دائرة بني تدجيت | قيادة بني تدجيت    | بني تدجيت            | 149 16                |
| دائرة بني تدجيت | قيادة بوعنان       | بوعنان               | 035 10                |
| دائرة بني تدجيت | قيادة عين الشعير   | عين الشعير           | 1554                  |
| دائرة بني تدجيت | قيادة ذوي منيع     | عين الشواطر          | 1006                  |
| دائرة تالسينت   | قيادة تالسينت      | تالسينت              | 166 16                |
| دائرة تالسينت   | قيادة بومريم       | بومريم               | 8521                  |
| دائرة تالسينت   | قيادة بوشاون       | بوشاون               | 057 13                |
| دائرة فجيج      | قيادة تندرارة      | تندرارة              | 390 15                |
| دائرة فجيج      | قيادة معتركة       | معتركة               | 7986                  |
| دائرة فجيج      | قيادة بني كيل      | بني كيل              | 6726                  |
| دائرة فجيج      | قيادة عبو لكحل     | عبو لكحل             | 2017                  |

## السكان
حسب الإحصاء العام للسكان والسكنى لسنة 2014، يبلغ عدد سكان إقليم فجيج 325 138 نسمة، ويضم الإقليم 439 28 أُسرة. وبالمقارنة مع إحصاء سنة 2004، نجد أن إقليم فجيج قد عرف خلال إحصاء 2014 زيادة مهمة في عدد الأسر تقدر بـ 4263 أسرة، أي بمعدل سنوي بلغ 1.6% على مستوى الإقليم. أما على مستوى الوسطين الحضري والقروي، فقد بلغ معدل النمو السنوي 1.9% في المدن، و 1.4% في القرى.
ويعتبر أغلب سكان إقليم فجيج من الشباب، حيث أن ما يقارب 59% من سكان الإقليم تقل أعمارهم عن 30 سنة. وحسب إحصاء سنة 2014، يتكون سكان إقليم فجيج من 33.2% من العزاب، و 58% من المتزوجون، و 3.1% من المطلقون، و 5.7% من الأرامل.

## الفلاحة
يعد القطاع الفلاحي بإقليم فجيج قطاعاً ضعيفاً من جميع النواحي بالمقارنة مع باقي أقاليم جهة الشرق، وبالتالي فإن جل إنتاج القطاع الفلاحي بإقليم فجيج موجة إلى الإستهلاك الذاتي. ومن أهم المشاكل والمعيقات التي يعاني منها القطاع الفلاحي بالإقليم، نجد إنجراف التربة، وشح التساقطات المطرية، والإستغلال التقليدي لوسائل الإنتاج، مما يحد من المردودية والإنتاجية في هذا القطاع. وقد أعطيت في سنة 2017، الإنطلاقة لمجموعة من المشاريع الفلاحية التي تهدف إلى تطوير سلاسل اللوز والكمون، والتي تهدف إلى الرفع من إنتاجية اللوز عبر توسيع المساحة المخصصة له، وتثمين سلسلة الكمون عبر بناء وتجهيز وحدة لتثمين الكمون.

## الغابات
تبلغ المساحة الغابوية الإجمالية بإقليم فجيج 1.6 مليون هكتار، أي ما يقارب 67.6% من المساحة الغابوية بجهة الشرق. وتعتبر غابة بني كيل أهم الغابات المتواجدة بالإقليم من حيث المساحة، تليها غابة سرغوشن وغابة أولاد ناصر، ثم غابة آيت عيسى أولاد ناصر.